# أليس ماكديرموت
أليس ماكديرموت (بالإنجليزية: Alice McDermott)‏ (27 يونيو 1953 في بروكلين - ) كاتِبة، وروائية، ومقالاتية من الولايات المتحدة.

## الجوائز
- الجائزة الوطنية للكتاب عن فئة الخيال  [لغات أخرى]‏
- الجوائز الأميركية للكتاب
- جوائز وايتنج